# Нижньовартовськ – Південний Балик
Нижньовартовськ – Південний Балик – трубопровідна система, призначена для транспортування зріджених вуглеводневих газів (ЗВГ).
В 1975 – 1981 роках в районі Нижньовартовська ввели в дію два газопереробні заводи – Нижньовартовський та Білозерний, які продукують великі обсяги фракціі С3+ (у російській термінології відома як широка фракція легких вуглеводнів, ШФЛУ). Первісно її вивіз здійснювався залізницею, допоки в 2001 та 2009 роках не ввели в дію спеціалізований продуктопровід, який транспортує ШФЛУ до Південно-Балицької газонагнітальної станції, що закачує її до продуктопроводу Південний Балик – Тобольськ, а з 2014-го – також до Пуровськ – Тобольськ.
На ділянці між Білозерним ГПЗ та Нижньовартовським ГПЗ була прокладена одна нитка завдовжки 76 км з діаметром 500 мм, тоді як між Нижньовартовським ГПЗ та Південним Баликом прямували дві нитки довжиною 248 км з тим саме діаметром 500 мм.
В 2021 році на одній з ниток на ділянці переході через річку Об сталась аварія, що супроводжувалась нетривалим горінням. За результатами обстеження технічного стану трубопроводу виник проект його модернізації, що включає:
- дві нитки довжиною по 55 км та діаметром 426 мм від Білозерного ГПЗ, які у підсумку приєднуватимуться до двох нових ниток від Нижньовартовського ГПЗ довжиною по 35 км з таким саме діаметром 426 мм. Далі нові ділянки від Нижньовартовського ГПЗ приєднуватимуться до старої частини системи на її 117-му кілометрі;
- нові ділянки однієї з старих ниток загальною довжиною 133 км та діаметром 500 мм;
- нова ділянка іншої зі старих ниток довжиною 14 км та діаметром 500 мм.
Після модернізації система матиме пропускну здатність у 2,66 млн тон на рік та працюватиме з робочим тиском 3,1 (за іншими даними – 4) МПа.